# Tonosí (huyện)
Huyện Tonosí là một huyện (distrito) thuộc tỉnh Los Santos ở Panama. Theo điều tra dân số năm 2000, huyện này có dân số 9736 người. Huyện Tonosí có diện tích 1294 km². Huyện lỵ đóng tại Tonosí.